# Waldo (Alabama)
Waldo è un comune degli Stati Uniti d'America situato nella contea di Talladega dello Stato dell'Alabama.